# Łuna 25
Łuna 25 (ros. Луна-25) – rosyjska sonda kosmiczna do badań Księżyca. Był to lądownik, który miał wylądować w pobliżu południowego bieguna Księżyca (Krater Boguslawsky). Start misji, po wielokrotnych przesunięciach, nastąpił 11 sierpnia 2023 roku (czasu lokalnego). Misja zakończyła się niepowodzeniem, sonda rozbiła się na Księżycu.

## Cele misji
Łuna-25 była pierwszą misją programu Łuna-Głob (ros. Луна-Глоб), będącym kontynuacją programu Łuna z czasów radzieckich. Miała przetestować technologię i przeprowadzić badania powierzchni Księżyca. 
Miejscem lądowania był krater w okolicach południowego bieguna Księżyca, teren górzysty i trudny do umieszczenia aparatury, gdzie pod powierzchnią znajduje się stała woda, potwierdzona przez NASA i będąca jednym z celów badawczych Lunar Reconnaissance Orbiter (LRO). Łuna-25 miała przeanalizować ją pod kątem możliwej produkcji tlenu oraz wykorzystania w paliwie rakietowym. 
Żywotność instrumentów badawczych przewidziano na rok. Ponadto sonda miała zbadać substancje lotne i plazmę w egzosferze oraz stworzyć mapę powierzchni na potrzeby przyszłych lądowań. Kierownik naukowy projektu L. Zielionyj informował również o analizie wykorzystania stałej wody na potrzeby przyszłych załóg kosmicznych. 

## Przebieg misji
11 sierpnia 2023 r. o godzinie 8:10:57 czasu lokalnego z platformy startowej S-3 w kosmodromie Wostocznyj wystartowała rakieta nośna Sojuz-2.1w z blokiem przyśpieszającym Fregat, typu Fregat-M. Po godzinie i dwudziestu minutach stacja oddzieliła się od Fregat-M. Następnie Łuna-25 weszła na trajektorię lotu na Księżyc.
12 sierpnia dokonano pierwszej, planowanej korekty trajektorii lotu.
13 sierpnia włączono i przetestowano aparaturę naukową. 
14 sierpnia dokonano drugiej, planowanej korekty trajektorii lotu. Kamery pokładowe wykonały pierwsze zdjęcia z kosmosu. 
16 sierpnia Łuna-25 osiągnęła orbitę wokół Księżyca 16 sierpnia o godzinie 18:03 UTC+9.
17 sierpnia podczas lotu Łuny-25 po orbicie włączono aparaturę naukową. Kamery wykonały zdjęcie niewidocznej strony Księżyca za pomocą STS-Ł. Przedstawiało krater uderzeniowy Zeeman w pobliżu południowego bieguna. 
18 sierpnia dokonano planowanej korekty trajektorii, w celu przygotowania do lądowania. 
19 sierpnia przewidziana była kolejna korekta trajektorii przed lądowaniem, która miała być wykonana około godziny 14:10 czasu moskiewskiego. Około 14:57 czasu moskiewskiego łączność z Łuną-25 została przerwana. Trzy godziny później Roskosmos ogłosił „sytuację nienormalną” na lądowniku po wydaniu nieudanego polecenia odpalenia małego silnika, co spowodowało przeniesienie lądownika na orbitę „przed lądowaniem”. 
19 i 20 sierpnia podejmowano działania mające na celu połączenie z sondą i ustalenie jej lokalizacji, ale nie przyniosły one rezultatu.
20 sierpnia Roskosmos potwierdził, że sonda rozbiła się na powierzchni Księżyca po utracie kontaktu.
21 sierpnia Jurij Borisow, szef Roskosmosu, poinformował, że przyczyną awarii był układ napędowy. Silniki powinny wyłączyć się po 84 sekundach, a pracowały 127 sekund. 
21 sierpnia, na podstawie ostatnich parametrów lokalizacyjnych, Instytut Matematyki Stosowanej Rosyjskiej Akademii Nauk obliczył, że sonda uderzyła o powierzchnię Księżyca w krater Pontecoulant G minutę po zerwaniu łączności. 24 sierpnia amerykański orbiter LRO zaobserwował tam nowy, dziesięciometrowy krater, który prawdopodobnie powstał w wyniku uderzenia sondy; miejsce uderzenia ma współrzędne ☾ 57,865°S 61,360°E/-57,865000 61,360000.

## Koordynatorzy i wykonawcy
Za misję odpowiadał Roskosmos. Kierownikiem naukowym projektu został prof. Lew Matwiejewicz Zielionyj (ros. Лев Матвеевич Зелёный) dyrektor naukowy Instytutu Badań Kosmicznych Rosyjskiej Akademii Nauk, fizyk, specjalizujący się w badaniach planet i fizyce plazmy kosmicznej. Badania naukowe na potrzeby projektu przeprowadzał Instytut Badań Kosmicznych Rosyjskiej Akademii Nauk. 
Stowarzyszenie Naukowo-Produkcyjne Siemiona A. Ławoczkina zostało wybrane przez Roskosmos jako główny podwykonawca techniczny, głównym konstruktorem został Pawieł Kazmierczuk (ros. Павел Казмерчук). Sonda Łuna-25 powstała w biurze konstrukcyjnym Ławoczkina. Europejska Agencja Kosmiczna brała udział w przygotowaniu systemów kontroli lądowania, ale współpraca została zerwana w związku z inwazją Rosji na Ukrainę. 

## Konstrukcja sondy
Lądownik wyposażony był w spektrometr masowy, spektrometry promieniowania gamma i neutronów, sejsmometr, urządzenie do pomiaru własności termicznych regolitu i kamery telewizyjne. Po wstępnym wyhamowaniu przez hamujący silnik rakietowy, uderzenie lądownika o powierzchnię Księżyca miały złagodzić poduszki powietrzne.
Początkowe plany przewidywały wyposażenie sondy w zestaw 12 penetratorów (dziesięć niewielkich pozbawionych silników hamujących oraz dwóch większych zaopatrzonych w takie silniki), które miały utworzyć na powierzchni Księżyca sieć sejsmometrów. Z planów być może zrezygnowano. Później planowano wykorzystanie czterech japońskich penetratorów, które zostały skonstruowane na potrzeby odwołanej w 2007 r. misji LUNAR-A. Każdy z penetratorów miał mieć masę 45 kg i zawierać sejsmometr, czujniki strumienia cieplnego i przyspieszeniomierz. Sztuczny satelita Księżyca, który miał być pierwotnie częścią misji Łuna-Głob i m.in. pełnić rolę w wyborze przyszłych miejsc lądowania, stał się osobną misją Łuna 26.
Sonda zawierała ładunek badawczy o masie ok. 20 kg, składający się z 7 instrumentów naukowych i bloku sterującego:
- ADRON-ŁR, analiza regolitu za pomocą neutronów aktywnych i promieniowania gamma
- ARIES-Ł, pomiar plazmy w egzosferze
- BUNI, blok sterowania pracą instrumentów naukowych (wyłączając STS-L)
- ŁAZMA-ŁR, laserowy spektrometr masowy
- LIS-TV-RPM, spektrometria minerałów w podczerwieni i obrazowanie
- PmŁ, pomiar pyłu i mikrometeorytów
- ŁMK, ramię manipulatora do pobierania próbek
- STS-Ł, obrazowanie panoramiczne i lokalne

Sondę zasilał radioizotopowy generator termoelektryczny (ros. skr. RITEG) 238-6.5/3 AWR002R na bazie ditlenku plutonu. Był to cylinder z kołnierzem wykonany ze stopu glinu, zawierający blok cieplny TB-238-130 oraz półprzewodnikową baterię termoelektryczną. Miał moc cieplną od 125 do 130 W i masę 6,2 ± 0,4 kg.

## Historia projektu

### Przebieg prac

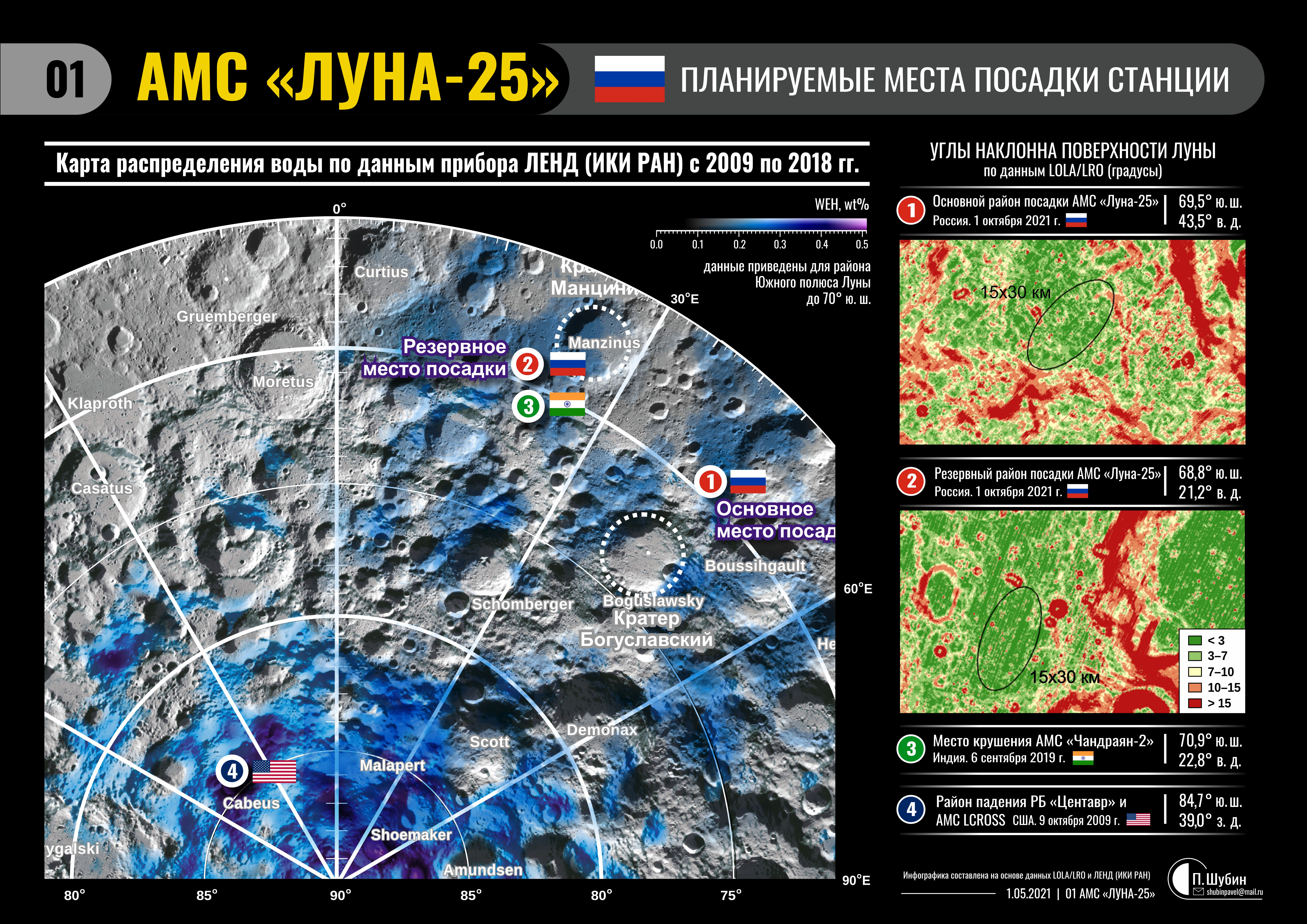
Księżyc, biegun południowy. Na niebiesko: mapowanie wody stałej, na podstawie danych RAN. Punkty na mapie: 1. Planowane miejsce lądowania Łuny-25 w 2021 roku. 2. Zapasowe miejsce lądowania. 3. Indyjski Chandrayaan-2, miejsce katastrofy. 4. Amerykańska sonda LCROSS.

Pierwsze prace nad projektem rozpoczęły się w 2007 roku. Wówczas poinformowano o planowanym podpisaniu porozumienia między Rosją i Japonią, dotyczącym zakupu japońskich urządzeń wiertniczych, które miały zostać zainstalowane w sondzie. Start misji był wielokrotnie przekładany; początkowo planowano go na 2012 rok. W 2010 roku Rosyjska Akademia Nauk przedstawiła szczegóły projektu badania biegunów księżycowych. Przewidywano dwie misje naukowe w 2013 roku, z których jedna miała być rosyjska, a druga stanowić wspólną misję Rosji i Indii, (w późniejszym terminie Indie wycofały się z projektu na skutek opóźnień w realizacji ze strony rosyjskiej). Do 2013 roku start rakiety nośnej przewidziano z kosmodromu Bajkonur, (planowano użycie rakiet Sojuz 2 lub Zenit-2), następnie postanowiono, że miejscem startu będzie kosmodrom Wostocznyj.
Start przesunięto (bez podania przyczyn) na 2014 rok. Według planów z końca 2014 roku start miał nastąpić w 2018 roku, zredukowano liczbę instrumentów w stosunku do pierwotnego planu. W maju 2022 r. zapowiedziano, że misja wystartuje do końca września, ale w lipcu pojawiły się informacje o przesunięciu na początek 2023. Przyczyną była niewystarczająca dokładność instrumentu radarowego, odpowiadającego za bezpieczne lądowanie – szanse jego powodzenia oceniono na 80%.

### Wpływ sankcji na projekt
Opóźnienia w realizacji projektu wynikały między innymi z powodu sankcji związanych z aneksją Krymu i wybuchem wojny w Donbasie. Od 2014 r. Rosja nie mogła zakupić zachodniej aparatury do nawigacji. Musiała skonstruować własny odpowiednik urządzenia Astrix 1000, co trwało 1,5 roku. W 2018 roku z projektu wycofała się szwedzka firma, która skonstruowała urządzenie LINA-XSAN. Zostało ono wymontowane z Łuny-25 i użyte w chińskim lądowniku Chang'e 4. Po rozpoczęciu inwazji na Ukrainę Europejska Agencja Kosmiczna odmówiła współpracy z Rosją przy projekcie, którym uprzednio była zainteresowana. 12 kwietniu 2022 r. agencja Interfax opublikowała komunikat z oświadczeniem Putina, w którym zapowiedział wystrzelenie Łuny-25 w trzecim kwartale tego roku. Dzień później Europejska Agencja Kosmiczna definitywnie wycofała się z projektu i zapewnionego uprzednio wsparcia, dlatego z Łuny-25 usunięto kamerę nawigacyjną (Pilot-D), skonstruowaną przez europejskich inżynierów, co ponownie opóźniło start misji. 

### Kwestia współpracy z ISRO
W 2007 r. podczas Międzynarodowej Konferencji Astronomicznej w Hajdarabad omówiono współpracę Rosji i Indii w zakresie lotu na Księżyc. Strona rosyjska planowała wówczas, że pierwsza misja odbędzie się w 2010 r. z udziałem rosyjskiego modułu do lądowania, łazika księżycowego i przyrządów badawczych, Indie dostarczą rakietę nośną, a start odbędzie się z indyjskiego kosmodromu. 12 listopada 2007 r. Roskosmos i ISRO podpisały porozumienie o współpracy przy projekcie Chandrayaan-1 i Chandrayaan-2. Podczas realizacji kontraktu dochodziło do nieporozumień, ostatecznie Indie zerwały go w 2015 r. z powodu nieprzestrzegania harmonogramu przez stronę rosyjską i postanowiły zrealizować projekt samodzielnie. Następnie rozważano wystrzelenie Łuny-25 razem z Chandrayaan-2 na indyjskiej rakiecie nośnej, ale nie doszło to do skutku. 
Indyjska misja Chandrayaan-3 rozpoczęła się 14 lipca 2023 r. i również obrała za cel południowy biegun Księżyca, zaś lądowanie przewidziano na 23 lub 24 sierpnia. Zbliżony termin z lotem Łuny-25 powodował, że praktycznie do ostatnich dni nie było wiadomo, która sonda wyląduje pierwsza, a rzecz stała się przedmiotem rywalizacji. 11 sierpnia Lew Zielionyj poinformował, że Łuna-25 powinna znaleźć się na powierzchni Księżyca dwa dni wcześniej niż Chandrayaan-3, pomimo późniejszego startu. 

## Finansowanie
Projekt był finansowany z budżetu państwowego oraz środków Roskosmosu. W Federalnym Programie Kosmicznym na lata 2016-2025 przewidziano 2,9 mld rubli na dofinansowanie Łuny-25. W 2016 r. Roskosmos podpisał kontrakt ze Stowarzyszeniem Naukowo-Produkcyjnym Siemiona A. Ławoczkina (głównym podwykonawcą) oraz Instytutem Badań Kosmicznych Rosyjskiej Akademii Nauk (koordynator naukowy) o wartości 4,5 mld rubli. Z uwagi na komplikacje i konieczność tworzenia urządzeń uprzednio wymontowanych z Łuny-25 budżet projektu był wyższy niż pierwotnie planowano. W 2020 roku Roskosmos planował przeznaczyć dodatkowe 1,4 mld rubli na jego ukończenie. Całkowity koszt projektu nie został podany. Na podstawie kwot figurujących w zamówieniach publicznych dziennikarze oszacowali go na min. 12,6 mld rubli.